# Association (medicin)
Vid studiet av missbildningar är en association en kombination av ett antal medfödda avvikelser eller symtom som inte är slumpmässiga men som heller inte är ett beskrivet syndrom, eller är en känd sekvens av missbildningar. Fall där alla avvikelser är koncentrerade till en del av kroppen räknas dock inte som en association. Associationen innebär att denna kombination förekommer oftare än vad man skulle vänta sig av slumpen, men att sambandet mellan symtomen inte är känd. Ett exempel är VACTERL association, där symtom förekommer på minst tre av förkortningens bokstavsbetydelser: V (vertebra, kota), A (anus, ändtarm), C (cor, hjärta), T (trakea, luftstrupe), E (esofagus, matstrupe), R (ren, njure) respektive L (limb, extremitet).
Om sambandet mellan avvikelserna klarläggs, kan associationen omklassificeras till ett syndrom eller en sekvens. Ett exempel på detta är CHARGE-syndromet, som tidigare kallades CHARGE association.